# La Brède
La Brède (gaskonsko La Brèda) je naselje in občina v jugozahodnem francoskem departmaju Gironde regije Nove Akvitanije. Leta 2008 je naselje imelo 3.722 prebivalcev.

## Geografija
Naselje se nahaja v pokrajini Gaskonji ob reki Saucats, 18 km južno od središča Bordeauxa.

## Uprava
La Brède je sedež istoimenskega kantona, v katerega so poleg njegove vključene še občine Ayguemorte-les-Graves, Beautiran, Cabanac-et-Villagrains, Cadaujac, Castres-Gironde, Isle-Saint-Georges, Léognan, Martillac, Saint-Médard-d'Eyrans, Saint-Morillon, Saint-Selve in Saucats s 34.919 prebivalci. Kanton je sestavni del okrožja Bordeaux.

## Zanimivosti
- cerkev Saint-Jean-d'Étampes,
- gotski grad Château de La Brède iz 14. do 19. stoletja.

## Osebnosti
- Charles de Secondat, baron de Montesquieu (1689-1755), filozof, politični komentator in pisatelj iz obdobja razsvetljenstva;

## Pobratena mesta
- Viana (Navarra, Španija);